# Simon Rolfes
Simon Rolfes (sinh ngày 21 tháng 1 năm 1982 ở Ibbenbüren) là một cựu cầu thủ bóng đá người Đức hiện đã giải nghệ.

## Sự nghiệp

### Sự nghiệp câu lạc bộ
Rolfes bắt đầu sự nghiệp ở Werder Bremen sau khi được đôn lên đội một từ đội trẻ.Anh có đúng 100 lần ra sân ở giải vô địch quốc gia cho đội bóng và có 18 bàn thắng mặc dù anh chơi ở vị trí tiền vệ lùi.Anh có một mùa giải tới SSV Reutlingen từ năm 2002 đến 2003, có 13 lần ra sân.Vào năm 2004 anh chuyển tới Alemannia Aachen và chơi 28 trận trong một mùa giải ở đây.Vào năm 2005, Bayer Leverkusen chiêu mộ anh và từ đó anh có 113 lần ra sân và ghi 19 bàn.Rolfes bị dính chấn thương đầu gối vào ngày 2 tháng 7 năm 2009.

### Thi đấu quốc tế
Anh có trận ra mắt cho đội tuyển Đức trong trận giao hữu gặp Đan Mạch vào ngày 28 tháng 3 năm 2007 ở Duisburg.
Anh là thành viên của đội tuyển Đức về nhì ở Euro 2008.Anh ra sân từ đầu trong trận tứ kết gặp Bồ Đào Nha ở Basel và trận này Đức thắng 3-2, và ra sân trong trận gặp Thổ Nhĩ Kỳ, cũng ở Basel và trận này cũng thắng 3-2.

## Danh hiệu

### Đội tuyển quốc gia
- Về nhì: Euro 2008